# عاثية الأمعاء T2
عاثية الأمعاء T2 (بالإنجليزية: Enterobacteria phage T2)‏ هي عاثية فتاكة من جنس الفيروسات الشبيهة-T4 من فصيلة الفيروسات العضلية ضمن رتبة الفيروسات الذنبية.